# 李宏仁
李宏仁（1931年11月—2020年7月2日），北京人，中国石版画家，中央美术学院教授。中国美术家协会会员，中国版画家协会会员。

## 生平
1931年生于北平市。幼年在前圆恩寺小学读书。1945年考入北平四中，1948年毕业后因家境贫寒，免费入读天津河北省立工学院高中。1949年平津战役后回家休养身体。1950年与靳尚谊、詹建俊、蔡亮等同学成为中央美术学院绘画系第一批学员，师从徐悲鸿、蒋兆和、彦涵、李桦等先生，1953年毕业后留校攻读研究生。1954年在时任版画系主任李桦的指导下，开始负责中央美术学院石版工作室的筹建和石版画专业教学工作。
1966年至1967年，在几内亚为援建十月二日大会堂设计并制作大型壁画《和平·自由·劳动》。1972年至1973年，在斯里兰卡为班达拉奈克国际会议大厦设计制作大型壁画《美丽富饶的斯里兰卡》。1981年当选全国三版展主席，1980年代还多次赴英国交流。1990年因研制艺用石版印刷机及磨版机，获文化部促进文化科学技术进步奖。1994年开始享受国务院政府特殊津贴。1996年获中国版画家协会颁发的鲁迅版画奖。
2013年8月29日至9月7日，在中央美术学院美术馆教学展厅举办“润物无声——李宏仁石版教学研究展”。
2020年7月2日下午在北京隆福医院逝世。

## 主要画作
石版画
| 画作名称           | 完成时间 | 收藏地点                     |
| ------------------ | -------- | ---------------------------- |
| 《旭日东升》       | 1984年   | 中国美术馆                   |
| 《抗日英雄赵一曼》 | 1978年   | 东北烈士纪念馆               |
| 《村口》           | 1959年   | 英国维多利亚和阿尔伯特博物馆 |
| 《松鼠》           | 1955年   | 中国美术馆                   |

## 著作
- 李宏仁（著）. . 岭南美术出版社. 1992. ISBN 7536207727.
- 谷峪（著）; 李宏仁（绘图）. . 中国少年儿童出版社. 1958.
- 刘盛亚（著）; 李宏仁（绘图）. . 工人出版社. 1957.
- 秦兆阳（著）; 李宏仁（绘图）. . 人民文学出版社. 1955.